# Pontinus kuhlii
Pontinus kuhlii is een straalvinnige vissensoort uit de familie van schorpioenvissen (Scorpaenidae). De wetenschappelijke naam van de soort is voor het eerst geldig gepubliceerd in 1825 door Bowdich.